# کولین کوران
کولین کوران (انگلیسی: Colin Curran؛ زادهٔ ۲۱ اوت ۱۹۴۷) یک بازیکن فوتبال اهل استرالیا است.
وی همچنین در تیم ملی فوتبال استرالیا بازی کرده است.